# Berthe Marcou
Berthe Marcou (Laval, 8 janvier 1914 - Laval, 13 septembre 1993) est une artiste peintre, graveur française.

## Biographie
Originaire d'une famille de commerçants en objets d'arts à Laval, elle commence les cours de dessin avec Frédéric Chauveau, peintre et professeur de dessin au lycée Haute-Follis, avant de s'intéresser à la gravure sur bois de 1944 à 1947 dans l'atelier de Gilbert Poliot. Meilleur ouvrier de France en 1952 pour la réalisation d'une gravure d'un billet de banque, elle s'installe à Changé en 1966.
Elle décède à Laval le 13 septembre 1993. Une rue porte son nom à Changé et Laval.
Elle a été professeur de dessin au Musée-école de la Perrine pendant plus d'une trentaine d'années. Elle dessina la plupart des vieilles maisons de Laval.

## Livres illustrés
- Jean Le Solleuz, Laval. Vieilles Rues. Vieux Logis.. Collection Connaissance de la Mayenne. Gabriel Cantin Libraire à Laval. 1974.

## Sources
- Changé, ses Artistes et leurs Œuvres, p. 19 à 22. Les Ondines-Éditions. 2014.